# Kathrin Weßel
Kathrin Andrea Weßel (dekliški priimek Ullrich), nemška atletinja, * 14. avgust 1967, Annaberg-Buchholz, Vzhodna Nemčija.
Nastopila je na poletnih olimpijskih igrah v letih 1988, 1992 in 1996, leta 1988 je osvojila četrto mesto v teku na 10000 m. Na svetovnih prvenstvih je osvojila bronasto medaljo v isti disciplini leta 1987, na evropskih prvenstvih pa srebrno medaljo leta 1990.